# Radio Andorra

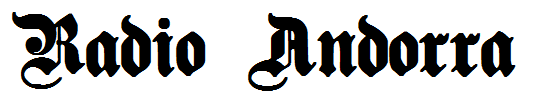
Logo von Radio Andorra

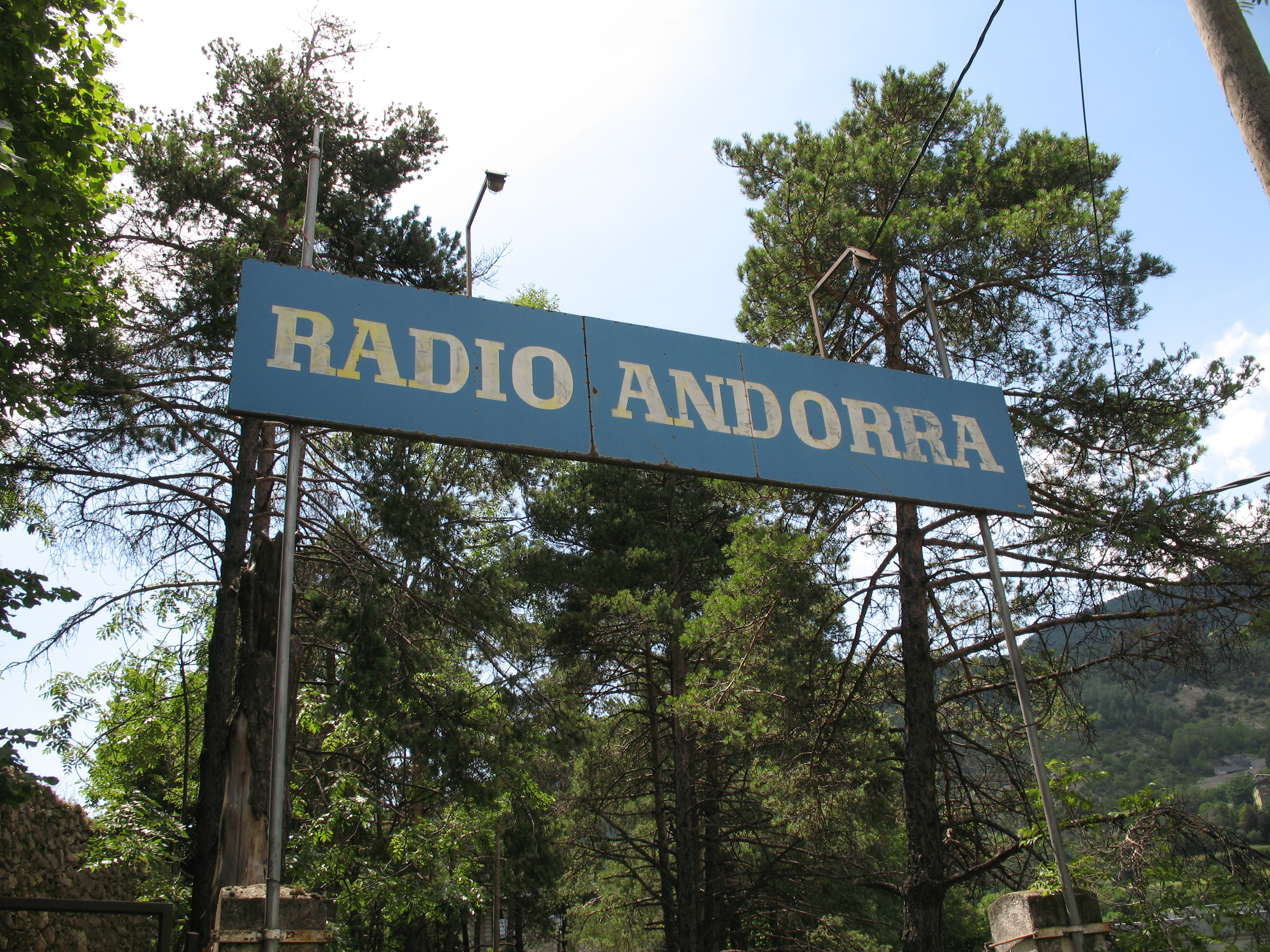

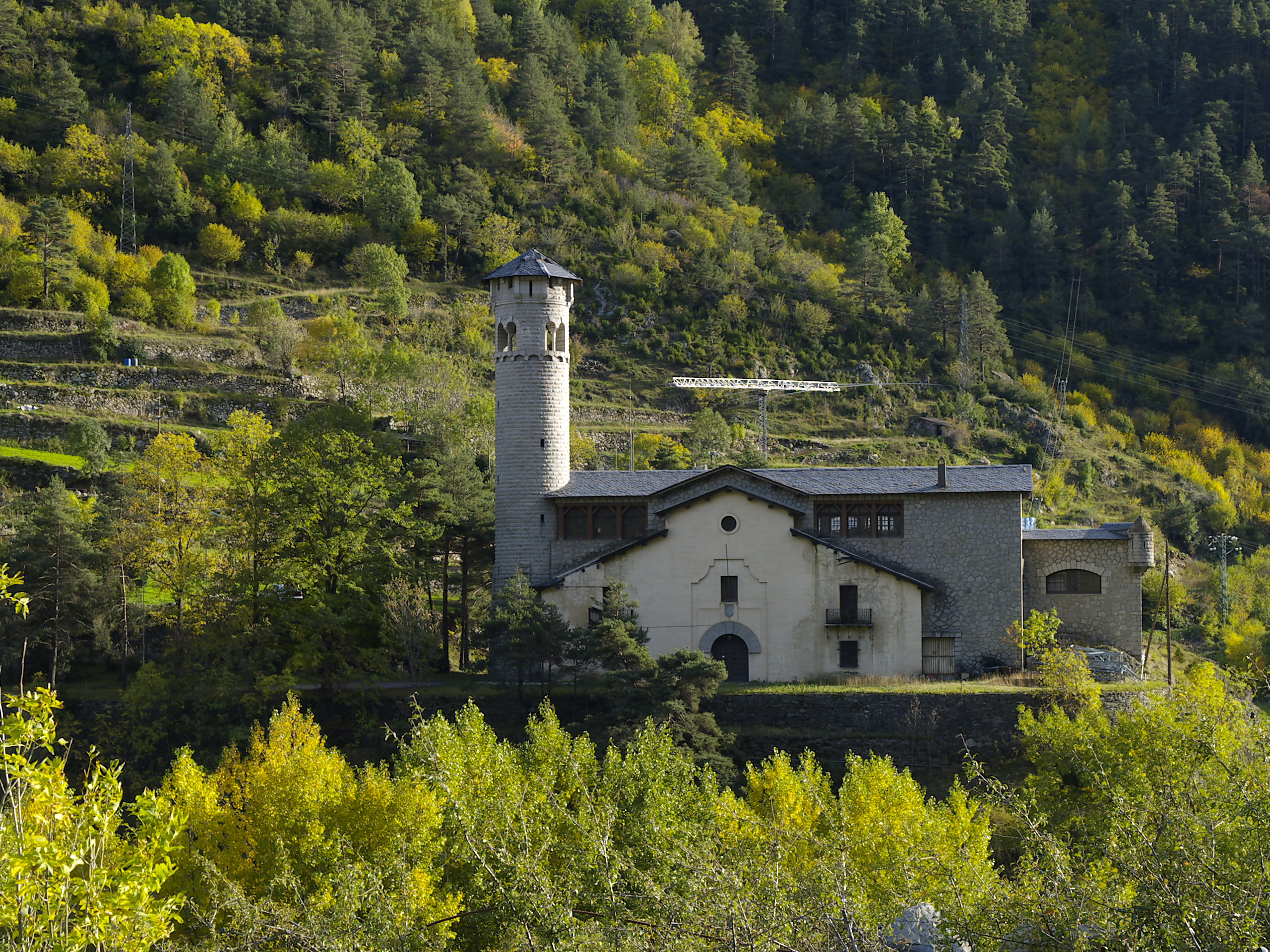
Sendergebäude Encamp

Radio Andorra (französisch Radio Andorre) ist der Name einer der ältesten privaten Hörfunkstationen Europas, die von 1939 bis 1981 mit einer Lizenz des andorranischen Staates sendete.
Radio Andorra zählte gemeinsam mit Radio Luxembourg/RTL, Radio Monte Carlo, Europe 1, Andorradio/Radio des Vallées/Sud Radio und Atlantic/Radio Océan/Atlantic 2000 zu den „postes périphériques“, d. h. zu den kommerziellen Rundfunkstationen, die von grenznahen Sendern außerhalb Frankreichs Programme für die Hörerschaft in Frankreich ausstrahlen.

## Geschichte
Der Eigentümer von Radio Andorra war Jacques Trémoulet, dessen Firma Radiophonie du Midi bereits vor der Gründung Radio Andorras aus Toulouse, Montpellier, Bordeaux und Agen in Südfrankreich sowie von Standorten in Nordafrika Hörfunkprogramme verbreitete. Mit dem andorranischen Sender bereitete sich Trémoulet auf die Umgehung eines möglichen staatlichen Rundfunkmonopols in Frankreich vor, das schließlich 1945 in Kraft trat. 
Der Sendebetrieb von Radio Andorra wurde am 7. August 1939 aufgenommen. Zunächst sendete die Station fast ausschließlich Musikprogramme, von der spanischsprachigen Ansage „Aquí Radio Andorra“ unterbrochen, die zum Markenzeichen des Senders wurde und bis zu seiner Abschaltung 1981 ins Programm eingeblendet wurde. Während des Zweiten Weltkrieges wurden die Programme von zahlreichen Soldaten geschätzt, von Frankreich bis Nordafrika. Sowohl die Deutschen als auch die Alliierten trachteten vergebens danach, Radio Andorra für politische Zwecke zu nutzen – die Neutralität des andorranischen Staates schützte den Sender.
Nach Kriegsende wurde Trémoulet von der französischen Justiz wegen Kollaboration mit dem Feind zunächst zum Tode verurteilt. Er floh nach Spanien, danach in die Schweiz, aus der er im Jahr 1949 nach seinem Freispruch nach Frankreich zurückkehrte. In dieser Zeit wurde Radio Andorra vom französischen Staat massiv behindert: Ein Störsender nahe Bordeaux machte etwa ein Jahr lang den Empfang in Frankreich nahezu unmöglich, Schallplattenlieferungen und das Senderpersonal durften die nur in der schneefreien Jahreszeit geöffnete französische Grenze am Pas de la Casa nicht passieren, und der französische Geheimdienst versuchte, den Generaldirektor des Senders aus Andorra zu entführen. 
Die Sendezeit war zwischen spanisch- und französischsprachigen Moderationen geteilt; auch katalanische Chroniken waren im Programm enthalten. Wie überall in dieser Zeit erfreuten sich die Schallplattenwunschsendungen mit Hörergrüßen besonderer Beliebtheit, doch auf kaum einem anderen Sender bildeten sie einen derart großen Anteil am Programm. Wenn ein gewünschtes Lied in den Sendeplan aufgenommen wurde, schickte Radio Andorra dem Absender des Musikwunsches eine Postkarte, die ihn über die genaue Sendezeit des Stückes unterrichtete. Bereits Monate vorher war das Programm ausgebucht.
Nach einem langsamen Aufstieg in den 1950er Jahren bekam Radio Andorra 1958 Konkurrenz von Andorradio, das sich bald in Radio des Vallées und später in Sud Radio umbenannte. Es wurde auf Betreiben der französischen Regierung durch die staatseigene französische Firma SOFIRAD gegründet und überflügelte Radio Andorra nach zunächst verlustreichen Jahren seit 1968 in der Hörergunst. 
Jacques Trémoulet suchte 1961 in der Franco-Diktatur einen Verbündeten gegen Frankreich und dessen andorranischen Sender und erklärte sich bereit, die Sendeanlagen von Radio Andorra der spanischen Staatsfirma EIRASA zu überlassen, sollte es von den Kofürsten Andorras und dem andorranischen Generalrat (Rat der Täler) eine neue Konzession erhalten. Daraufhin einigten sich die Betreiber mit dem Generalrat auf einen Rundfunkfrieden: Radio Andorra sollte unter spanischer Kontrolle (EIRASA) stehen, während Andorradio/Radio des Vallées, das spätere Sud Radio, französischer Aufsicht (SOFIRAD) unterlag. Radio Andorra erhielt 1961 vom Generalrat eine neue, bis 1981 befristete Konzession, die von den Kofürsten jedoch nicht ratifiziert wurde. Trémoulet betrachtete daher seine Zusage gegenüber der EIRASA als nichtig.
Der Hauptteil des Programms von Radio Andorra war nun auf Französisch und wurde nach Südfrankreich abgestrahlt. Spanisch- und katalanischsprachige Beiträge gab es vor allem abends. Seit dem Aufstieg von Andorradio/Radio des Vallées/Sud Radio gingen die Einnahmen Radio Andorras aus Reklamebeiträgen zurück. Zudem verschlechterte sich die Reichweite der von Radio Andorra genutzten Mittelwellenfrequenz 701 kHz, nachdem Radio Monte Carlo 1974 begonnen hatte, sein auf derselben Frequenz gesendetes italienischsprachiges Programm vom Col de la Madone nahe Monaco mit erhöhter Sendeleistung und Reichweite auszustrahlen. Fortan konnte Radio Andorra im Südosten Frankreichs nicht mehr in befriedigender Qualität empfangen werden.
Im Rahmen der Vorbereitung eines nationalen andorranischen Rundfunks lehnte Andorra es 1981 ab, die auslaufenden Lizenzen Radio Andorras und Sud Radios zu erneuern. Während Sud Radio ersatzweise Studios und Sender auf französischem Staatsgebiet nutzen konnte, nachdem das Rundfunkmonopol in Frankreich unter der Präsidentschaft François Mitterrands aufgehoben worden war, hatte Radio Andorra keine Ausweichmöglichkeit. Am 26. März 1981 erging eine offizielle Anordnung des andorranischen Staates, den Sendebetrieb einzustellen. Am 2. April 1981 wurde der Sender abgeschaltet, jedoch sechs Tage später nochmals in Betrieb genommen. Am 9. April 1981 erzwang das Polizeikorps von Andorra die Stilllegung der Sendemasten am Engolasters-See oberhalb von Encamp.
Versuche, den Sendebetrieb wieder aufzunehmen, scheiterten an Bestrebungen des spanischen und des französischen Staates, sich in diesem Fall Einfluss auf Radio Andorra zu sichern, sowie an einem Erbstreit, den die Nachfolger Jacques Trémoulets mit dem spanischen Staat ausfochten. Erst 1983 kam es zur Genehmigung des Weiterbetriebs, nach der am 4. Januar 1984 die Sendungen wieder aufgenommen wurden. Am 31. März 1984 wies jedoch die spanische Eigentümerfirma, PROERSA, die endgültige Einstellung des Betriebes von Radio Andorra an.
Im Jahr 1991 vernichtete ein Brand das angemietete, zuletzt 1984 genutzte Studiogebäude des Senders. Archivbestände und die Diskothek wurden bereits in den 1980er Jahren in das Sendergebäude in Encamp ausgelagert und werden seit 2010 denkmalpflegerisch gesichert. Erst 2009 kam es zu einer Einigung zwischen den Regierungen Andorras und Spaniens sowie den Erben Jacques Trémoulets, wonach Andorra endgültig über die historische Sendeanlage in Encamp verfügen darf. Das Schallarchiv von Radio Andorra wird digitalisiert und vom Arxiu Nacional d'Andorra, dem andorranischen Nationalarchiv, im Internet zugänglich gemacht. Seit September 2021 werden noch vorhandene archivierte Sendungen, vornehmlich aus den Jahren 1979 und 1980, tontechnisch restauriert und stehen danach online zum Nachhören zur Verfügung. Diese Sendungen waren ursprünglich in Studios in Paris aufgezeichnet und auf Tonträgern zwecks Abstrahlung nach Andorra transportiert worden.
Am 12. April 2021 haben ehemalige Mitarbeiter Radio Andorras zusammen mit deutschen Funkamateuren die für den 12. April 1981 vorgesehene, aber nie ausgestrahlte Hitparadensendung anhand noch vorhandener Dokumente originalgetreu reproduziert und genau 40 Jahre nach der einst beabsichtigten Ausstrahlung gesendet.